# Albrecht III. (Österreich)

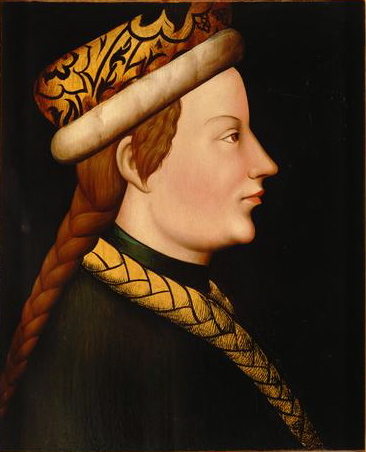
Albrecht III. von Habsburg, Bildnis eines unbekannten Malers im Kunsthistorischen Museum

Herzog Albrecht III. von Österreich (* zwischen dem 18. November 1349 und dem 16. März 1350 in der Wiener Hofburg oder vielleicht am 9. September 1349 oder 1350; † 28. August / 29. August 1395 auf Schloss Laxenburg), genannt Albrecht mit dem Zopf, war als Albrecht VII. Graf von Habsburg. Er herrschte von 1365 bis 1395 über das Herzogtum Österreich und mit Unterbrechungen auch über die Herzogtümer Steiermark, Kärnten und Krain und über die Grafschaft Tirol sowie andere Herrschaften, die sich im Besitz seiner Dynastie befanden. Trotz der oft drückenden finanziellen Lage als Folge von Gebietserweiterungen, des Herrschaftsausbaus und von Kriegszügen und (inner-)familiären Konflikten gilt seine Regierung als eine gute Zeit, dies vor allem für das Herzogtum Österreich. Er gilt als der eigentliche Stifter der Wiener Universität, indem er ermöglichte, diese mit einer theologischen Fakultät auszustatten.

## Familie, Ehen und Nachkommenschaft
Albrecht III. wurde als Sohn des Herzogs Albrechts II. von Österreich und dessen Gemahlin Johanna von Pfirt, der Erbtochter des Grafen Ulrich III. von Pfirt (1281–1324), geboren, nachdem die Ehe seiner Eltern 15 Jahre kinderlos geblieben war. Unter seinen Brüdern finden sich (Erz-)Herzog Rudolf IV. von Österreich und Herzog Leopold III. von Österreich. Seine Schwester Margarethe (1346–1366) war in erster Ehe mit Graf Meinhard III. von Tirol (1344–1363) verheiratet und nach dessen Tod mit Markgraf Johann Heinrich von Mähren (1322–1375). Eine andere Schwester Katharina (ca. 1342–1381) war Äbtissin des Klarissenkloster St. Clara in Wien.

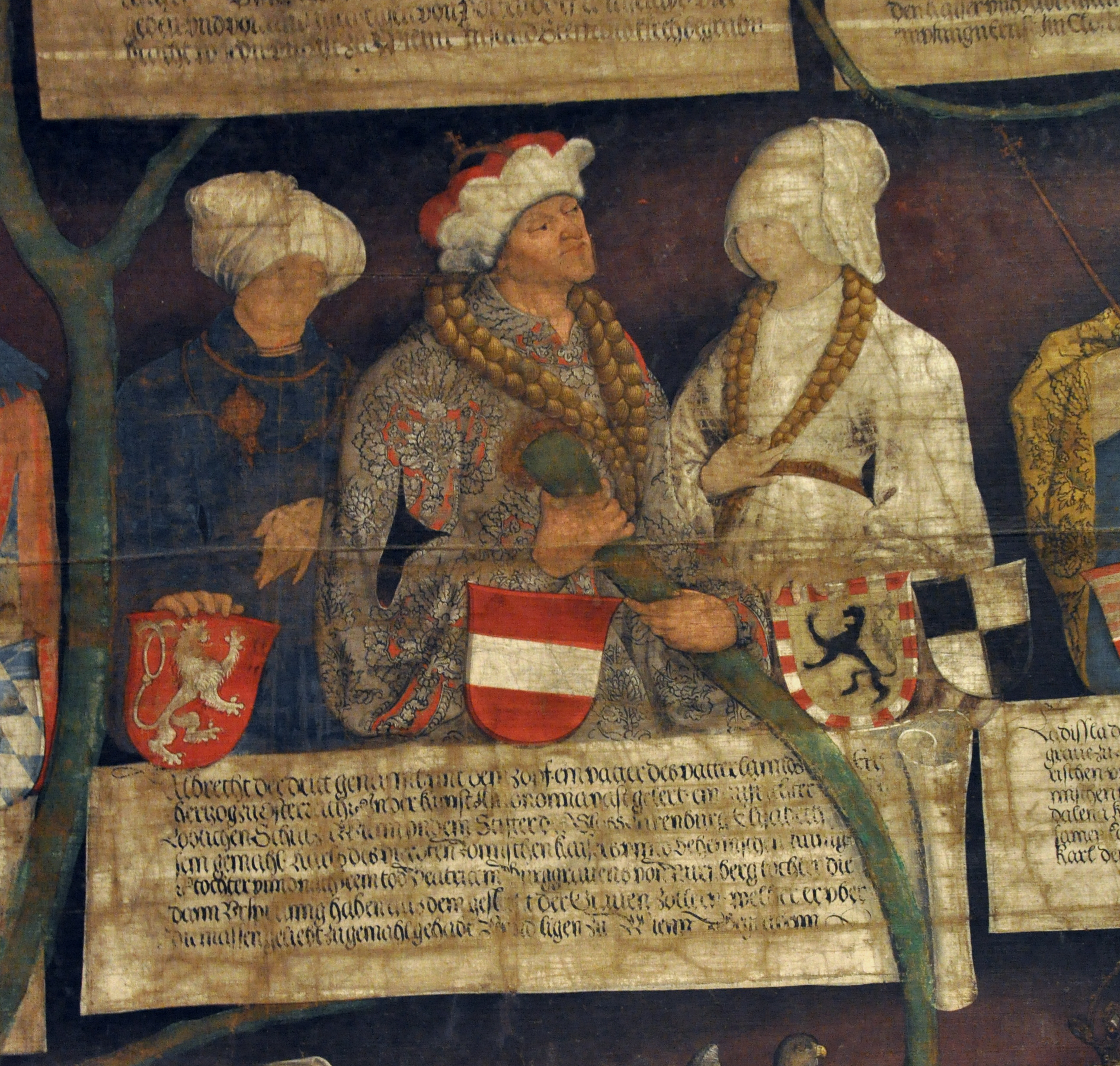
Elisabeth von Luxemburg (links), Albrecht III. (Mitte) und Beatrix von Zollern (rechts) mit ihren Wappen im monumentalen Habsburger-Stammbaum von Konrad Doll, Tirol 1497 (Neue Burg, Wien)

1362 hatte Herzog Rudolf IV. von Österreich mit dem ungarischen König Ludwig I. ein Bündnis geschlossen, das sich gegen seinen Schwiegervater Kaiser Karl IV. richtete, und dabei war auch eine Ehe mit einer Erbeinigung zwischen Albrecht III. und Ludwigs Nichte Elisabeth von Anjou bzw. Slawonien (ca. 1352–1380) vereinbart worden. Nach Rudolfs Tod erreichte Karl IV. die Auflösung dieses Eheprojektes und verlobte Albrecht mit Elisabeth von Luxemburg-Böhmen einer seiner eigenen Töchter. Schon 1366 heiratete Albrecht III. die erst Achtjährige, gleichzeitig wurde nach dem Brünner Erbvertrag ein weiterer Erbeinigungsvertrag zwischen ihren Familien geschlossen. Die Ehe blieb kinderlos, Elisabeth starb bereits 1373 im 16. Lebensjahr.
1375 verheiratete sich Albrecht mit Beatrix von Zollern (* 1362; † 10. Juni 1414), einer Tochter des Burggrafen Friedrich V. von Nürnberg. 1377 gebar ihm diese seinen einzigen Sohn, den späteren Herzog Albrecht IV. von Österreich. Beatrix überlebte ihren Mann um viele Jahre und verbrachte ihre Witwenjahre vor allem in der alten Burg in Freistadt und in Perchtoldsdorf bei Wien, wo sie auch starb.

## Gemeinsame Herrschaft mit Leopold III.
Bezüglich seiner Nachfolge hatte Albrecht II. schon 1355 eine habsburgische Hausordnung erlassen, wonach die Söhne gemeinsam und gleichberechtigt die Regierungsgeschäfte führen mussten. Als er am 20. Juli 1358 verstarb, übernahm aufgrund der Minderjährigkeit der drei jüngeren Söhne sein ältester Sohn, Herzog Rudolf IV. von Österreich, die alleinige Regierung. 1364 entschloss sich dieser, die Rudolfinische Hausordnung zu erlassen, wonach die habsburgischen Länder gemeinsamer Besitz aller Brüder seien. Ein Dokument mit den Unterschriften aller drei Brüder (der zweitälteste, Friedrich III., verstarb schon 1362), ist der berühmte Gründungsbrief der Wiener Universität 1365.
Schon wenige Monate später starb Rudolf IV. überraschend 25-jährig und die beiden Brüder Albrecht III. und Leopold III. teilten sich die Regierungsgeschäfte. Die formelle Belehnung mit den Reichslehen und Bestätigung der Privilegien durch Kaiser Karl IV. erfolgte am 9. Mai 1366. Aufgrund des höheren Alters kam Albrecht III. die führende Rolle in der gemeinsamen Regierungstätigkeit zu, was bei den überlieferten Unterschieden im Naturell der beiden Brüder – Albrecht wird als besonnen, Leopold hingegen als ehrgeizig und tatendurstig beschrieben – bald zu immer größeren Spannungen führte.
Im Unterschied zur Politik des älteren Bruders akzeptierte Albrecht eine Anlehnung an Kaiser Karl IV. Mit dessen Rückendeckung und einer flexiblen und auf Ausgleich bedachten Politik gelang es ihm und seinem Bruder die Krise, die Rudolfs Tod ausgelöst hatte, in wenigen Jahren zu meistern. Nachdem es gelungen war, ihre Herrschaft zu konsolidieren, gelangen weitere Erfolge bei deren Ausbau. Vor allem die ersten Jahre der gemeinsamen Regierungstätigkeit der jungen Brüder waren von einer Reihe kriegerischer Auseinandersetzungen überschattet. Die bairischen Wittelsbacher waren keineswegs bereit, ihre Ansprüche auf die Grafschaft Tirol aufzugeben. 1368 fielen sie in Tirol ein, konnten aber zurückgeschlagen werden. Erst 1369 wurde der habsburgische Besitz Tirols von ihnen gegen eine finanzielle Entschädigung im Frieden von Schärding anerkannt. (Die Gerichte Kufstein, Kitzbühel und Rattenberg, die teilweise als Pfandschaften an die Grafschaft Tirol gebunden waren, blieben weiterhin unter der Herrschaft der Wittelbacher. Sie kamen erst 1504 im Landshuter Erbfolgekrieg an die Habsburger.)
1368 unterstellte sich außerdem die Stadt Freiburg den Habsburgern, die dafür einen Teil der Ausgaben für ihren Loskauf von ihrem bisherigen Herren zu übernehmen hatten. Damit wurde die Herrschaft der Habsburger im Breisgau wesentlich ausgebaut.
Ein weiteres Ziel der habsburgischen Territorialpolitik war der Zugang zur Adria. 1366 unterwarfen sich dort die Herren von Duino den Habsburgern. In der Folge gelang es mit der Hafenstadt Triest, die sich am 31. August 1369 im Krieg gegen Venedig (1369–1370) unter die Herrschaft der Habsburger stellte, dort einen weiteren wichtigen Stützpunkt zu gewinnen, wenngleich nur vorübergehend, da der Krieg gegen Venedig verloren ging und Triest im November 1369 wieder unter die venezianische Oberheit zurückkehrte. 1370 erkaufte sich Venedig den Verzicht der Habsburger durch eine Zahlung. 1382 stellte sich Triest aber freiwillig unter die Herrschaft der Habsburger. Es blieb bis 1918/19 unter dieser.
1373–1378 fand in Oberitalien eine Auseinandersetzung statt, in die mehrere damalige Herrscherhäuser und Staaten (Habsburger, Carrara, das Ungarische Königreich und Venedig) in wechselnden Allianzen verwickelt waren. Zumindest die tatsächlichen Gebietsgewinne für die Habsburger wirken mit Blick auf den relativ hohen Einsatz recht gering. Die Herrschaft über die Städte Feltre und Belluno konnte vorläufig behauptet werden, diese fielen aber Ende der 1480er Jahre an Mailand.
Erfolgreicher entwickelte sich die Situation in der Windischen Mark und in Istrien, als mit Graf Albert III. 1374 die istrische Linie der Görzer Meinhardiner ausstarb. Als Folge des Erbvertrages, den dieser 10 Jahre zuvor mit Herzog Rudolf IV. geschlossen hatte, fielen die inneristrischen Grafschaften um Mitterburg und die Görzer Herrschaften in der Windischen Mark an die Habsburger, die so am Kvarner (Quarnaro) einen weiteren Zugang zur Adria gewannen.
Albrecht und Leopold schlossen 1375 einen Kaufvertrag mit Graf Rudolf von Montfort-Feldkirch, durch den nach dem Tod des Grafen 1390 die Grafschaft Montfort-Feldkirch und ein Großteil des Bregenzerwaldes unter die Herrschaft der Habsburger kam. Damit setzten sie die Politik Rudolfs im späteren Vorarlberg fort.

## Aufteilung der Regierungstätigkeit
Am 25. Juli 1373 schlossen Albrecht und Leopold in Wien unter ständischer Vermittlung erstmals einen Vertrag ab, in dem die Verwaltung ihrer Herrschaften unter sich aufgeteilt wurde und der auf zwei Jahre befristet war. In der Folge gab es weitere schriftliche Vereinbarungen, schließlich wurde am 25. und 26. September 1379 bei einem Treffen im Zisterzienserkloster Neuberg an der Mürz die Teilung der Regierung als auch der im Besitz der Habsburger befindlichen Länder und Herrschaften beschlossen (dies vielleicht auch, um einen offenen Kampf zu verhindern): In dem 1379 geschlossenen Neuberger Teilungsvertrag (benannt nach dem ehemaligen Kloster Neuberg im Mürztal) erhielt Albrecht für sich Österreich ob und unter der Enns (ohne die Gegend von Wiener Neustadt) inklusive des Salzkammerguts, während Leopold die Steiermark, Kärnten, Tirol und die schwäbischen Besitzungen bekam. Als eine weitere Folge spaltete sich die Dynastie der Habsburger in eine Albertinische und eine Leopoldinische Linie auf.
Leopold fiel im Jahre 1386 in der für die Dynastie verhängnisvollen Schlacht bei Sempach. Die Herrschaft übernahm zunächst sein ältester Sohn Wilhelm, der zwar noch sehr jung, aber bereits volljährig war. Allerdings akzeptierte er mit Zustimmung von Prälaten und Landesherren nur wenig später am 10. Oktober 1386 für sich und seine Geschwister Albrecht als Vormund, der daraufhin die in Neuberg vereinbarte Realteilung vorerst außer Kraft setzte und die alleinige Herrschaft übernahm.

## Albrechts Politik nach 1373 bzw. nach 1379
Als im Jahr 1378 das abendländische Schisma ausgebrochen war, stand Albrecht wie auch die Luxemburger und die meisten Reichsfürsten auf der Seite des römischen Papstes Urban VI.
Im Jahr 1394 verkaufte Graf Albrecht III. von Werdenberg-Heiligenberg-Bludenz (gest. 1420) Herzog Albrecht III. seine Grafschaft Bludenz mit dem Montafon. Der Graf hatte zu diesem Zeitpunkt keine erbfähigen Nachfolger. Die vertraglichen Bestimmungen beließen ihm allerdings die Herrschaft in seiner Grafschaft auf Lebenszeit und ein Rückkaufrecht für den Fall, dass ihm doch noch ein Sohn geboren werden sollte. (1420, nach seinem Tod, kam die Grafschaft an die Habsburger.) Im Juli desselben Jahres schloss Herzog Albrecht III. mit den Grafen Heinrich VI. und Johann Meinhard VII. von Görz einen Bündnis- und Erbvertrag, der den Habsburgern für den Fall des kinderlosen Todes eines der beiden Grafen die Nachfolge in den Grafschaften Görz und Lienz, in der Pfalzgrafschaft in Kärnten und in ihren übrigen Besitzungen zusicherte. Eine bereits bestehende Erbvereinbarung der Grafen von Görz mit den Wittelsbachern wurde durch diesen Vertrag aufgehoben.
Im Herzogtum Österreich gelang es Albrecht die Stellung der Habsburger als Landesfürsten zu stärken und Bestimmungen des Privilegium maius durchzusetzen, was z. B. Auswirkungen auf die Entstehung des späteren Bundeslandes Oberösterreich hatte. Durch den Kauf mehrerer an die Grafen von Schaunberg verpfändeten Herrschaften und die Schaunberger Fehde zwang er diese Dynastie zur Anerkennung seiner Landesherrschaft über ihr Territorium. Dadurch wurde das Land ob der Enns (heutiges Oberösterreich) bis zum Hausruck ausgedehnt.
Der Kauf weiterer Gebiete am Oberrhein und in Schwaben hatte 1379 und 1381 die Erhebung der dortigen Städte zur Folge. Erst ein Bündnis mit den Reichsstädten Luzern und Zürich (in der heutigen Schweiz) brachte hier den gewünschten Erfolg, führte aber auch 1386 zur Schlacht bei Sempach (siehe oben). Am 12. Oktober 1386 wurde ein Waffenstillstand geschlossen, dem am 14. Jänner 1387 ein Friedensschluss folgte, der auf die Dauer eines Jahres begrenzt wurde. Nach dessen Ablauf kam es im Februar 1388 zu einer Weiterführung des Krieges, die sich vor allem gegen Glarus richtete. Nach der Niederlage der habsburgischen Streitmacht gegen die von den Schwyzern und Urnern verstärkte Glarner Streitmacht am 9. April 1388 in der Schlacht bei Näfels wurde am 1. April 1389 ein auf sieben Jahre beschränkter Friedensvertrag geschlossen, in dem die eidgenössischen Eroberungen bestätigt wurden. Der Waffenstillstand wurde bereits 1394 vor dem Auslaufen als Folge der Auseinandersetzungen im Deutschen Reich um die Herrschaft von König Wenzel um zwanzig Jahre verlängert. 1392 übertrug Albrecht außerdem die Verwaltung der Vorderen Lande mit Herzog Leopold IV. einem seiner Neffen.
Im Zuge der Auseinandersetzungen im Deutschen Reich in den 1390er Jahren um König Wenzel werden Albrecht selbst Ambitionen auf den Königsthron nachgesagt. 1393 wurde in Znaim zwischen ihm, dem Markgrafen Jobst von Mähren, dem ungarischen König Sigismund und dem Markgrafen Wilhelm I. von Meißen ein Abkommen zum gegenseitigen Schutz geschlossen, das sich gegen König Wenzel richtete, im Frühjahr 1394 folgte ein Bündnis mit Graf Eberhard III. von Württemberg und vierzehn schwäbischen Reichsstädten. Möglicherweise war dieser Konflikt auch für den Sturz von Albrechts Hofmeister Johann I. von Liechtenstein (Hans von Liechtenstein) verantwortlich oder ein Vorwand für dessen Ausschaltung. Dieser fiel, nachdem er fast 30 Jahre die Regierungsgeschäfte für Albrecht geführt hatte, 1394 völlig unerwartet in Ungnade und war als Folge gemeinsam mit seiner Familie gezwungen, auf einen Teil seiner Besitztümer zu verzichten, vor allem auf jene südlich der Donau.

## Residenzen und Reisen
Albrecht hielt sich die meiste Zeit seines Lebens in der Stadt Wien, als seine bevorzugte Residenz gilt die Hofburg, und in der Umgebung von Wien auf. Die Burg in Laxenburg bei Wien, die bereits sein Vater erworben hatte, wurde von ihm zum Jagdschloss ausgebaut und gilt als sein Lieblingsaufenthaltsort. Hier verfasste er im August 1395 sein Testament. Albrecht nahm während seiner gesamten Regierungszeit nie an einem Hoftag teil, nachgewiesen ist er jedoch zusammen mit Leopold III. im Dezember 1366 in Nürnberg, um dort Kaiser Karl IV. zu treffen. Besuche in Prag sind im Zusammenhang mit seiner ersten Ehe zu sehen und endeten nach dem Tod Elisabeths im Jahr 1373. Im September 1387 reiste er anlässlich der Hochzeit seines Neffen Leopold IV. nach Burgund. Ein für ihn prestigeträchtiges Unternehmen dürfte sein Kriegszug im Jahr 1377 in die Gegend des späteren Preußen gegen die heidnischen Litauer und Samogiten gewesen sein.

## Albrecht als Förderer und Mäzen
Albrecht umgab sich mit einem Kreis von Wissenschaftlern und Künstlern. Aber auch er selbst gilt als Gelehrter, er soll insbesondere ein tüchtiger Mathematiker und außerdem Astrologe gewesen sein. Belegte Aktivitäten als Mäzen und Förderer lassen jedenfalls vermuten, dass Bildung dem Herzog sehr wichtig und er auch selbst sehr gebildet war. Albrecht gilt als Bücherliebhaber und Büchersammler, auf seine Initiative hin wurden mehrere lateinische Werke in die deutsche Sprache übersetzt. In der „Wiener  Hofwerkstatt“, die unter ihm (um 1385) ihre Tätigkeit aufnahm und zunächst aus einer Gruppe von Illuminatoren bestand, die in fürstlichem und in kirchlichem Auftrag arbeiteten, entstanden bedeutende Zeugnisse höfischer Buchmalerei.
Das älteste für die Nationalbibliothek nachweisbare Buch, das 1368 geschriebene Evangeliar des Johann von Troppau (Wien, ÖNB Cod. 1182, mit wertvollen Buchmalereien), stammt aus seinem Besitz. Auch das umfangreichste österreichische Geschichtswerk dieses Jahrhunderts, die „Österreichische Chronik von den 95 Herrschaften“, die Leopold von Wien zugeschrieben wird, wurde von ihm initiiert. Sie beeinflusste wesentlich das Geschichtsbild der Habsburger im 15. und 16. Jahrhundert.
Von größter Bedeutung ist sein Engagement für die Erweiterung und Erhaltung der 1365 von Rudolf IV. gegründeten Universität, der Alma Mater Rudolphina. Am 21. Februar 1384 erreichte Albrecht von Papst Urban VI. die Bewilligung zur Gründung der theologischen Fakultät, ohne die Universitäten damals nicht als vollwertig betrachtet wurden. Der von ihm veranlasste Stiftbrief, den er vermutlich im Herbst desselben Jahres ausstellen ließ, wird von manchen Wissenschaftlern als Neugründung ausgelegt. Im selben Jahr stiftete Albrecht mit dem Herzogskolleg, dem Collegium ducale, das erste eigentliche Universitätsgebäude. Die Universität Wien war damals mit insgesamt mehr als 3600 Inskribierten von 1377 bis Ende des Jahrhunderts ein Zentrum der Wissenschaft mit Ausstrahlung in den gesamten osteuropäischen Raum. Albrecht nützte die wegen des großen Schismas ausgebrochenen Konflikte an der Pariser Universität, um namhafte Professoren nach Wien zu berufen, daneben wurden renommierte Kräfte auch aus Süddeutschland und Ungarn angeworben.
Außerdem soll er den von Rudolf IV. begonnenen Ausbau des Stephansdoms fortgesetzt haben.

## Tod und Nachfolge
Albrecht starb mitten in den Vorbereitungen eines gemeinsamen Kriegszuges mit Markgraf Jobst von Mähren und dem ungarischen König Sigismund gegen König Wenzel im August des Jahres 1395 in Laxenburg. Seine letzte Ruhestätte fand er in der Herzogsgruft im Wiener Stephansdom.
Im Herzogtum Österreich trat sein Sohn Albrecht IV. seine Nachfolge an, die er sich allerdings mit seinem Cousin Wilhelm (Österreich) aus der Leopoldinischen Linie teilen musste, der als ältestes männliches Familienmitglied Albrechts Nachfolge als „Familienchef“ beanspruchte. Die von Albrecht III. begründete Albertinische Linie des Hauses Habsburg erlosch bereits 1457 mit dem Tod seines Urenkels Ladislaus Postumus.

## Ahnentafel
| Ahnentafel von Albrecht III.   | Ahnentafel von Albrecht III.                                               | Ahnentafel von Albrecht III.                                               | Ahnentafel von Albrecht III.                                               | Ahnentafel von Albrecht III.                                               | Ahnentafel von Albrecht III.                                               | Ahnentafel von Albrecht III.                                               | Ahnentafel von Albrecht III.                                               | Ahnentafel von Albrecht III.                                               |
| ------------------------------ | -------------------------------------------------------------------------- | -------------------------------------------------------------------------- | -------------------------------------------------------------------------- | -------------------------------------------------------------------------- | -------------------------------------------------------------------------- | -------------------------------------------------------------------------- | -------------------------------------------------------------------------- | -------------------------------------------------------------------------- |
| Urgroßeltern                   | König Rudolf (1218–1291) ⚭ 1253 Gertrud von Hohenberg († 1281)             | König Rudolf (1218–1291) ⚭ 1253 Gertrud von Hohenberg († 1281)             | Graf Meinhard II. (1239–1295) ⚭ 1259 Elisabeth von Bayern (1227–1273)      | Graf Meinhard II. (1239–1295) ⚭ 1259 Elisabeth von Bayern (1227–1273)      | Theobald von Pfirt († 1310/1311) Katharina von Klingen-Altennklingen       | Theobald von Pfirt († 1310/1311) Katharina von Klingen-Altennklingen       |                                                                            |                                                                            |
| Großeltern                     | König Albrecht (1255–1308) ⚭ 1274 Elisabeth von Görz und Tirol (1262–1313) | König Albrecht (1255–1308) ⚭ 1274 Elisabeth von Görz und Tirol (1262–1313) | König Albrecht (1255–1308) ⚭ 1274 Elisabeth von Görz und Tirol (1262–1313) | König Albrecht (1255–1308) ⚭ 1274 Elisabeth von Görz und Tirol (1262–1313) | Ulrich III. von Pfirt (1281–1324) ⚭ Johanna von Mömpelgard (1284–1349)     | Ulrich III. von Pfirt (1281–1324) ⚭ Johanna von Mömpelgard (1284–1349)     | Ulrich III. von Pfirt (1281–1324) ⚭ Johanna von Mömpelgard (1284–1349)     | Ulrich III. von Pfirt (1281–1324) ⚭ Johanna von Mömpelgard (1284–1349)     |
| Eltern                         | Herzog Albrecht der Weise (1298–1358) ⚭ 1324 Johanna von Pfirt (1300–1351) | Herzog Albrecht der Weise (1298–1358) ⚭ 1324 Johanna von Pfirt (1300–1351) | Herzog Albrecht der Weise (1298–1358) ⚭ 1324 Johanna von Pfirt (1300–1351) | Herzog Albrecht der Weise (1298–1358) ⚭ 1324 Johanna von Pfirt (1300–1351) | Herzog Albrecht der Weise (1298–1358) ⚭ 1324 Johanna von Pfirt (1300–1351) | Herzog Albrecht der Weise (1298–1358) ⚭ 1324 Johanna von Pfirt (1300–1351) | Herzog Albrecht der Weise (1298–1358) ⚭ 1324 Johanna von Pfirt (1300–1351) | Herzog Albrecht der Weise (1298–1358) ⚭ 1324 Johanna von Pfirt (1300–1351) |
| Albrecht III. (1349/1350–1395) |                                                                            |                                                                            |                                                                            |                                                                            |                                                                            |                                                                            |                                                                            |                                                                            |

## Präsentation
Als Sinnbild wird Albrecht ein Globus mit dem Wahlspruch Ni adspicit non adspicitur (Sieht er einen nicht an, wird man nicht erblickt) zugeschrieben.

### Beiname
Albrecht, der seit 1368 Mitglied in der Gesellschaft der Tempelaise – St. Georg war, gründete um 1375 den Zopforden, einen weltlichen Ritterorden, mit dessen Abzeichen, einem geflochtenen Zopf, er sich einige Male abbilden ließ. Dieses Abzeichen findet sich auch in einer ihm gewidmeten Handschrift (ÖNB Cod. 2765).

### Titulaturen und bildnerische Darstellungen
Die Bezeichnung als Albrecht der Dritte war in seiner Kanzlei nicht üblich. In offiziellen Quellen der Wiener Universität (z. B. dem großen undatierten Universitätsprivileg oder den Statuten der Artistenfakultät vom 1. April 1389) wird er jedoch als Albertus  tercius bezeichnet. Ebenso zählten ihn seine Zeitgenossen als den Dritten dieses Namens.
Albrechts großer Titel lautete: Albrecht von gots gnaden herczog ze Osterreich, ze Steyr, ze Kernden und ze Krain, herre auf der Windischen marich und ze Portenow, graf ze Habspurg, ze Tyrol, ze Phirt und ze Kyburg, marggraf ze Purgow und lantgraf in Elsazze. Sein kleiner Titel beschränkte sich auf die Nennung der Hauptländer: Albrecht von gots gnaden herczog ze Österreich, ze Steyr, ze Kernden und ze Krain, grave ze Tyrol etc.
Der Erzherzogstitel findet sich bei Albrecht nur im Hausvertrag vom 18. November 1364, in der Stiftungsurkunde der Wiener Universität vom 12. März 1365 sowie im ersten Stiftsbrief für das Kollegiatstift zu St. Stephan in Wien vom 16. März 1365, die noch zu Lebzeiten seines Bruders Rudolf verfasst wurden. Da Albrecht in seinen späteren Diplomen diesen Titel nicht verwendet,
dürfte die Initiative dazu wohl von Rudolf ausgegangen sein. Auch zeitgenössische Bilddokumente, welche Albrecht mit Erzherzogsinsignien zeigen, sind nicht vorhanden. Dennoch gibt es Hinweise, dass der Erzherzogstitel an Albrechts Hof zumindest gebräuchlich war. So bezeichnete z. B. Heinrich von Langenstein ihn in einer um 1388 gehaltenen Predigt als christianissimus Albertus archidux.
Albrechts Bildquellen lassen erkennen, dass der Herzog fast alle zu seiner Zeit üblichen visuellen Medien im Rahmen seiner fürstlichen Repräsentation einsetzte. Ein Porträt Albrechts ist in Form einer Kopie aus dem 16. Jahrhundert, die als originalgetreue Abbildung gilt, erhalten. Nach dieser dürfte er nach seinem Bruder Rudolf einer der ersten Fürsten im spätmittelalterlichen Europa gewesen sein, der Bildgattung als Instrument seiner Repräsentation einsetzte. Ein weiteres Bildnis ist auf der Stifterscheibe von St. Erhard in der Breitenau nachgewiesen, wo er mit seinen beiden Ehefrauen abgebildet ist. Es wird außerdem vermutet, dass sich ein Glasbild von ihm, das nicht erhalten ist, in der Bartholomäuskapelle (Königskapelle) im Stephansdom befunden hat. Als Besonderheit scheint bei ihm erstmals auf einem Wappensiegel eines Habsburgers die Initiale des Siegelführers auf.

## Albrecht III. in Sagen bzw. Legenden
- Eine (humorvolle) Sage um die berüchtigte Teufelsmühle am Wienerberg ist in seiner Regierungszeit angesiedelt. Hier beauftragt Herzog Albrecht mit dem Zopfe den Protagonisten mit der Aufklärung von Spukerscheinungen.[39]
- Eine weitere Legende hat sich um die Entstehung des Zopfordens gebildet. Sie wird erstmals von Georg von Ehingen überliefert. Vorbild für diese Legende dürften Gründungslegenden um den vom englischen König Eduard III. 1348 gestifteten Orden zum Hosenband sein. In einigen späteren Versionen ist die Dame, deren Zopf Albrecht zu seiner Ordensgründung inspiriert hat, seine zweite Ehefrau Beatrix.[40]
- Er gehört auch zu jenen Fürsten und Fürstinnen, über deren Tod eine Legende (Typus "Wanderlegende") über das Fastenbrechen erzählt wird. Diese Legende findet sich mehrmals bei spätmittelalterlichen Chronisten im Zusammenhang mit Todesbeschreibungen und dürfte damals eine beliebte Stereotype für Chronik-Gestaltung gewesen sein. Ein Christ begeht die Sünde des Fastenbrechens und wird zur Strafe dafür noch am selben Tag vom Teufel geholt, wobei diese Legende meistens bei Personen aus der Oberschicht dadurch abgemildert wird, dass der Teufel nicht explizit Erwähnung findet und der Tod nach Empfang der Sterbesakramente erfolgt. Bei Albrecht ist es, wie später auch bei seinem bekannten Großneffen, Kaiser Friedrich III., der Genuss von Melonen, der ihm das Leben kosten. (Seriöse Belege dafür, dass die Legende zumindest einen wahren Kern hat, fehlen jedoch.)

## Beurteilung
In den hofnahen zeitgenössischen Quellen wurde Albrecht nach seinem Tod sehr positiv beurteilt. So widmet die „Österreichische Chronik von den 95 Herrschaften“ dem Ableben des Herzogs ein eigenes Kapitel, in dem als besondere Leistung Albrechts die Stiftung der Hochschule hervorgehoben wird. Seine belegten Aktivitäten als Mäzen und Förderer lassen vermuten, dass er sehr gebildet war. Als Habsburger, der allerdings weder König noch Kaiser war, gehört Albrecht III. trotz seiner Bedeutung als Politiker, Familienoberhaupt und Landesfürst zu den eher unbekannten Mitgliedern dieser Familie. Zudem steht er im Schatten seines älteren Bruders, dessen begonnene Aktivitäten er zum Teil weitergeführt oder erst verwirklicht hat. Seine anfängliche Anlehnung an Karl IV., der Teilungsvertrag von Neuberg an der Mürz, die Niederlage in der Schlacht von Näfels und seine Politik im Zusammenhang mit der beginnenden Entmachtung von König Wenzel werden in der Forschung meistens negativ bewertet, wobei diese negativen Wertung allerdings nicht frei von „zeitbedingten Modeerscheinungen“ und parteiischen bzw. perspektivisch-beschränkten Wertungen sind und auch die tatsächlichen politischen Rahmenbedingungen gewöhnlich außer Acht lassen. Eine aktuelle, quellen- und kontextbezogene, sachlich-objektive Biographie, die auch neueren wissenschaftlich-objektiven Ansprüchen Rechnung trägt, existiert bisher noch nicht.